# Wysowa-Zdrój
Wysowa-Zdrój est une localité polonaise de la gmina d’Uście Gorlickie, située dans le powiat de Gorlice en voïvodie de Petite-Pologne.